# Colhoun (Schiff, 1944)
Die USS Colhoun (DD-801) war ein Zerstörer der Fletcher-Klasse. Sie wurde 1944 als zweites Schiff nach Konteradmiral Edmund Ross Colhoun benannt und stand bis zu ihrer Versenkung am 6. April 1945 im Dienst der United States Navy.

## Technik
Für ausführliche Angaben siehe den Artikel zur Klasse: Fletcher-Klasse

### Rumpf und Antrieb
Der Rumpf der Colhoun war 114,7 m lang und 12,2 m breit. Der Tiefgang betrug 5,4 m, die Verdrängung 2.100 ts. Der Antrieb des Schiffs erfolgte durch zwei Dampfturbinen von General Electric, der Dampf wurde in vier Kesseln von Babcock & Wilcox erzeugt. Die Leistung betrug 60.000 Wellen-PS, die Höchstgeschwindigkeit lag bei über 35 kn.

### Bewaffnung und Elektronik
Hauptbewaffnung der Colhoun waren bei Indienststellung ihre fünf 5-Zoll/127-mm-Mark-30-Einzeltürme. Dazu kamen diverse Flugabwehrkanonen. Der Zerstörer war seit seiner Indienststellung mit Radar ausgerüstet. Am Mast über der Brücke waren eine SG- sowie eine SC-Radarantenne montiert, mit denen Flugzeuge in Entfernungen zwischen 15 und 30 Seemeilen und Schiffe in Entfernungen zwischen 10 und 22 Seemeilen geortet werden konnten.

## Geschichte
Die Colhoun wurde am 3. August 1943 bei der Todd-Pacific Shipbuilding Corporation in Seattle, Washington auf Kiel gelegt. Nach der Taufe durch Captain K. K. Johnson vom Women’s Army Corps lief der Zerstörer am 10. April 1944 vom Stapel und wurde am 8. Juli 1944 unter dem Kommando von Commander G. R. Wilson in Dienst gestellt.
Die Colhoun traf am 10. Oktober 1944 in Pearl Harbor ein, wo sie mit Übungen und ersten Patrouillen begann. Im Februar 1945 lief sie nach Iwo Jima, wo sie am 19. Februar eintraf. Dort sicherte sie Transportschiffe, unterstützte die gelandeten Truppen mit Artilleriefeuer oder wurde als Radarvorposten eingesetzt. Am 1. März wurde sie von einer schweren Küstenbatterie getroffen, dabei wurde ein Besatzungsmitglied getötet und 16 weitere verletzt. Nach Reparaturen in Saipan lief die Colhoun nach Okinawa, wo sie am 31. März auf ihrem Radarvorposten eintraf.
Am 6. April 1945 gegen 15:30 Uhr eilte die Colhoun der schwer getroffenen Bush während eines Kamikazeangriffs zu Hilfe. Der Kommandant positionierte sein Schiff zwischen der beschädigten Bush und den angreifenden Flugzeugen. Es gelang den Geschützmannschaften, drei angreifende Kamikaze-Flugzeuge abzuschießen, bevor ein weiteres Flugzeug sich auf das 40-mm-Geschütz stürzte. Die Bombe des Flugzeugs explodierte im hinteren Maschinenraum. Nachdem der Antrieb und die Steuerung teilweise wiederhergestellt waren, griffen drei weitere Kamikaze-Flugzeuge den Zerstörer an. Zwei Flugzeuge konnten abgeschossen werden, das dritte Flugzeug warf eine Bombe ab, deren Explosion den Kiel der Colhoun brach, ein großes Loch in die Bordwand riss und unter Deck schwere Schäden anrichtete. Wegen der ausgefallenen Elektrik versuchten die Geschützbedienungen ihre Geschütze manuell auf ein weiteres Trio Angreifer auszurichten, von denen einer abgeschossen und einer schwer beschädigt wurde. Das dritte Flugzeug stürzte sich auf das Achterdeck, seine Bombe sprang über Bord und detonierte unter Wasser, wobei der Rumpf der Colhoun weiter aufgerissen wurde. Nachdem ein weiteres Kamikaze-Flugzeuge die Brücke in Brand gesetzt hatte, nahm gegen 18:00 Uhr LCS-48 den Großteil der Besatzung von Bord. Lediglich eine Rumpfbesatzung verblieb an Bord, während ein Schlepper versuchte, die Colhoun nach Okinawa zu schleppen. Schwere Schlagseite, unkontrollierbare Wassereinbrüche und außer Kontrolle geratene Brände an Bord vereitelten den Versuch, so dass die Colhoun auf 27° 16′ 0″ N, 127° 48′ 0″ O von der Cassin Young mit Geschützfeuer versenkt wurde. 32 Besatzungsmitglieder der Colhoun starben während des Kamikaze-Angriffs, 23 weitere wurden verwundet, zwei davon verstarben später.
Die Colhoun erhielt einen Battle Star für ihren Einsatz während des Zweiten Weltkriegs.